# Бейли, Леон
Леон Патрик Бейли Батлер (англ. Leon Patrick Bailey Butler; родился 9 августа 1997, Ямайка) — ямайский футболист, вингер английского клуба «Астон Вилла» и сборной Ямайки.

## Биография
Леон Бейли провел все детство в районе Кассавы Пит, что находится в столице Ямайки, городе Кингстоне. Именно в столице страны, расположенной на побережье карибского моря и началась карьера Леона. Приемный отец Бейли, Крейг Батлер отдал его в футбольную школу Кингстон-колледжа, а после в «Финикс Олл-Старз». В 2011 году Батлер повёз приёмного сына в Европу, с целью устроить талантливого юношу в молодёжную академию. С этой целью они изъездили Австрию, Голландию и Германию, когда наконец-таки попали в «Генк». Бельгийский клуб уже практически подписал игрока, но вмешалась ФИФА, у которой были очень строгие правила подписания молодых игроков, а если учитывать факт нелегального пребывания Бейли в Европе, сделка не состоялась, а Батлер увёз приемного сына в неизвестном направлении. Через два года они вернулись в Европу, и попали в молодёжную школу словацкого «Тренчина».

## Клубная карьера
В 2015 году, сразу же после достижения совершеннолетия Бейли с приемным отцом вернулись в «Генк». Руководство клуба подписало с молодым игроком его первый профессиональный контракт. 21 августа 2015 года он дебютировал в Лиге Жюпиле в поединке против «Сент-Трюйдена» (3:1), заменив на 62-й минуте Сибе Схрейверса. 21 ноября того же года Бейли забил дебютный гол за «Генк» в чемпионате в ворота «Лёвена». За два сезона в бельгийском клубе, Бейли провёл 56 встреч, в которых забил восемь голов. По итогам сезона 2015/16 Бейли был признан лучшим игроком чемпионата Бельгии, чем вызвал большой интерес к своей персоне среди европейских клубов.

### «Байер 04»
31 января 2017 года перешёл в футбольный клуб «Байер 04» за €13,5 млн, подписав контракт до 30 июня 2022 года. Во второй половине сезона 2016/17, ямаец провёл за «фармацевтов» только восемь матчей в чемпионате Германии, где отметился одной голевой передачей. Старт сезона 2017/18 года выдался очень удачным для Леона, в первых четырнадцати матчах за «Байер» он сумел забить шесть голов и отдать четыре голевые передачи, чем привлек внимание многих европейских грандов. В услугах ямайца всерьез был заинтересован лондонский «Челси», который уже предлагал за игрока 25 миллионов евро, но получил отказ.

## Карьера в сборной
8 марта 2015 года сыграл один матч в сборной Ямайки до 23 лет и отличился в нём со штрафного удара.
13 октября 2018 года объявил о решении выступать за основную сборную Ямайки. По одним данным, он также имел право выступать за сборную Англии. По другим, его обладавшие британским гражданством родственники не родились в Англии, а потому по правилам он не мог за неё выступать. Бейли был включён в состав сборной Ямайки на Золотой кубок КОНКАКАФ 2019. 17 июня в первом матче группового раунда турнира против сборной Гондураса дебютировал за «регги бойз».

## Достижения

### Личные достижения
- Лучший молодой футболист года в Бельгии: 2015/16
- Команда сезона Лиги Европы УЕФА: 2020/21[17]